# محمد بن جعفر المسيلي
محمد بن جعفر المسيلي (بالفرنسية: Said Mohamed Jaffar)‏ (1918 – 1993 م) الرئيس الثاني لجزر القمر بعد استقلالها عن فرنسا. وفي عهده انضمت جزر القمر إلى المنظمة العالمية للأمم المتحدة، وكان أول رئيس قمري يلقي خطابا في قاعتها بنيويورك.

## نسبه
محمد بن جعفر بن محمد بن عمر بن حسن بن عبد الله الأول بن محمد بن عبد الله بن علوي بن عبد الله بن علوي بن أبي بكر بن علي بن أحمد بن عبد الله المسيلي بن محمد بن علوي الشيبة بن عبد الله بن علي بن عبد الله باعلوي بن علوي الغيور بن الفقيه المقدم محمد بن علي بن محمد صاحب مرباط بن علي خالع قسم بن علوي بن محمد بن علوي بن عبيد الله بن أحمد المهاجر بن عيسى بن محمد النقيب بن علي العريضي بن جعفر الصادق بن محمد الباقر بن علي زين العابدين بن الحسين السبط بن الإمام علي بن أبي طالب، والإمام علي زوج فاطمة بنت محمد ﷺ.
فهو الحفيد 37 لرسول الله محمد ﷺ في سلسلة نسبه.

## مناصبه
تولى عدة مناصب سياسية، منها:
- رئيس مجلس الحكومة في جزر القمر
- عضو مجلس الشيوخ الفرنسي
- رئيس جزر القمر (3 أغسطس 1975 - 3 يناير 1976)